# Frank Robinson
Frank Robinson (ur. 31 sierpnia 1935 w Beaumont, zm. 7 lutego 2019 w Los Angeles) – amerykański baseballista, który występował na pozycji prawo i lewozapolowego przez 21 sezonów w Major League Baseball.

## Życiorys
Robinson studiował na Xavier University, gdzie występował w baseballowej drużynie uniwersyteckiej Xavier Musketeers. W 1953 roku podpisał kontrakt jako wolny agent z Cincinnati Reds i początkowo występował w klubach farmerskich tego zespołu, między innymi w Columbia Reds i Tulsa Oilers.
W MLB zadebiutował 17 kwietnia 1956 w meczu przeciwko St. Louis Cardinals. W sezonie 1956 zdobył 38 home runów co było 2. wynikiem w lidze, wystąpił po raz pierwszy w Meczu Gwiazd i został wybrany najlepszym debiutantem. W 1961 roku został wybrany MVP National League i wystąpił w World Series, w których Reds ulegli New York Yankees w pięciu meczach.
W grudniu 1965 roku w ramach wymiany przeszedł do Baltimore Orioles. W sezonie 1966 zwyciężył American League w klasyfikacji pod względem zdobytych home runów (49) i runów (122), zaliczonych RBI (122), średniej uderzeń (0,316), on-base percentage (0,410), slugging percentage (0,637) i po raz drugi w karierze wybrano go najbardziej wartościowym zawodnikiem. W tym samym roku wystąpił w World Series, w których Orioles pokonali Los Angeles Dodgers w czterech meczach i został wybrany World Series MVP. Będąc zawodnikiem Orioles w finałach wystąpił jeszcze trzykrotnie (w 1969 przegrana z New York Mets 1–4, w 1970 roku wygrana z Cincinnati Reds 4–1, w 1971 roku przegrana z Pittsburgh Pirates 3–4). W grudniu 1971 roku przeszedł do Los Angeles Dodgers, w którym grał przez sezon. Występował jeszcze w California Angels i Cleveland Indians. 
Po zakończeniu kariery był między innymi menadżerem kilku klubów MLB. W 1982 roku został wybrany do Galerii Sław Baseballu.

## Nagrody i wyróżnienia
| Nagroda/wyróżnienie            | Lata                                                                                   | Źródło        |
| MVP American League            | 1966                                                                                   | [ 5 ]         |
| MVP National League            | 1961                                                                                   | [ 5 ]         |
| 14× All-Star                   | 1956, 1957, 1959¹, 1959², 1961¹, 1961², 1962² 1965, 1966, 1967, 1969, 1970, 1971, 1974 | [ 16 ]        |
| All-Star Game MVP              | 1971                                                                                   | [ 17 ]        |
| Gold Glove Award               | 1958                                                                                   | [ 18 ]        |
| 2× zwycięzca w World Series    | 1966, 1970                                                                             | [ 10 ] [ 12 ] |
| World Series MVP               | 1966                                                                                   | [ 19 ]        |
| Babe Ruth Award                | 1966                                                                                   | [ 20 ]        |
| NL Rookie of the Year Award    | 1956                                                                                   | [ 21 ]        |
| MLB Triple Crown               | 1966                                                                                   | [ 22 ]        |
| AL Manager of the Year         | 1989                                                                                   | [ 23 ]        |
| Baseball Hall of Fame          | od 1982                                                                                | [ 15 ]        |
| # 20 zastrzeżony przez Orioles | 1972                                                                                   | [ 24 ]        |
| # 20 zastrzeżony przez Reds    | 1998                                                                                   | [ 25 ]        |